# 満日村
満日村（まんにちむら）は、かつて新潟県中蒲原郡にあった村。1925年11月1日の編入合併によって消滅し、現在は新潟市秋葉区の一部となっている。
以下の記述は合併直前当時の旧満日村に関しての記述であり、現在では名称等が異なる場合がある。なお、ここに記述されていない内容に関しては新潟市などの記事を参照。

## 沿革
- 1889年（明治22年）4月1日 - 町村制施行に伴い中蒲原郡満願寺村満願寺村、七日町村、大蔵新田が合併し、満日村が発足。
- 1925年（大正14年）11月1日 - 中蒲原郡新津町に編入され消滅。

## 地域
満日村は、合併した村名を継承する以下の大字で構成される。
満願寺（まんがんじ）

1889年（明治22年）まであった満願寺村の区域。現在の新潟市秋葉区満願寺。
七日町（なのかまち）
1889年（明治22年）まであった七日町村の区域。現在の新潟市秋葉区七日町。
大蔵（だいぞう）

1889年（明治22年）まであった大蔵新田の区域。現在の新潟市秋葉区大蔵。

## 学校
- 満日村立満日尋常小学校